# جیمز گلیسون
جیمز گلیسون (انگلیسی: James Gleason؛ ‏ ۲۳ مهٔ ۱۸۸۲ – ۱۲ آوریل ۱۹۵۹) بازیگر اهل ایالات متحده آمریکا بود.
از فیلم‌ها یا برنامه‌های تلویزیونی که وی در آن نقش داشته‌است، می‌توان به سه دختر هالیوودی، بسیار شیک‌پوش، سوارکاری در اوج، آرسنیک و تور کهنه، آقای جردن وارد می‌شود، افتخار دیگر ارزشی ندارد، روح آزاد، روزی روزگاری، تلاش واپسین، سادنلی و شب شکارچی اشاره کرد.